# Hospedaria de imigrantes da Ilha das Flores
A Hospedaria de imigrantes da Ilha das Flores localizava-se na Ilha das Flores, no estado do Rio de Janeiro, no Brasil. A área até 1890 pertencia ao município de Niterói, a partir de então, com a emancipação de São Gonçalo, passou a fazer parte deste município.
Essa ilha era chamada de Ilha de Santo Antônio no início do séc. XIX e pertencia a Delfina Felicidade do Nascimento Flores. A explicação para o atual nome vem, provavelmente do nome da proprietária, pois o local devia ser conhecido como a “Ilha da D. Flores”, passando, depois, para Ilha das Flores. Acredita-se que a ilha tenha sido leiloada devido a dificuldades financeiras, em 1834, passando para o Tesouro Provincial.
Constituiu-se numa hospedaria de imigrantes instituída pela então "Inspetoria de Terras e Colonização" do Ministério da Agricultura em 10 de maio de 1883, segundo alguns documentos; sabe-se, porém, que o primeiro livro de Registro de Imigrantes é datado de 1877. Esses imigrantes, muitas vezes estavam fugindo de confrontos na Europa, da pobreza e da fome (principalmente da Itália, Portugal, Espanha e da Alemanha) e tentavam se refugiar no Brasil. Ao chegar no Rio de Janeiro, eram levados, em pequenas embarcações para a ilha, do outro lado da baía de Guanabara, onde ficavam de quarentena, geralmente  8 dias. Muitos falam que essa quarentena era para verificar se os imigrantes estavam doentes. Na realidade era para que eles não se contaminassem com as epidemias que estavam ocorrendo na cidade do Rio de Janeiro (febre amarela) e se recuperassem da longa viagem. Como o fluxo de imigrantes aumentou com o passar do tempo, novas construções foram feitas novas construções para abrigar os milhares de imigrantes que chegavam todos os dias.
A ilha teve a função de hospedaria até 1966, quando tornou-se base da Marinha do Brasil, sediando a Tropa de Reforço da Força de Fuzileiros da Esquadra do Corpo de Fuzileiros Navais da Marinha do Brasil, tendo recebido imigrantes de dezenas de nacionalidades, destacando-se os portugueses, os italianos, os espanhóis, os polacos e os alemães. Em 1988, a ilha passou a ter uma ligação com o continente, com a construção da BR-101.
Em 2016, a Marinha do Brasil, por meio do Comando da Tropa de Reforço, em parceria com a  Faculdade de Formação de Professores da Universidade Estadual do Rio de Janeiro (campus de São Gonçalo), criaram no local, em paralelo com as atividades desenvolvidas pela Marinha, o Museu da Imigração da Ilha das Flores, o qual recebe, anualmente, milhares de pessoas para conhecer, gratuitamente, por meio de visitas guiadas por discentes da UERJ, a história da ilha.
Os principais portos de entrada de estrangeiros no Brasil eram Rio de Janeiro, Santos (em São Paulo) e Salvador (na Bahia). Aqueles que chegavam pelo Rio de Janeiro, depois de registrados pela Agência Central de Imigração, eram encaminhados para a Hospedaria da Ilha das Flores.
Sua criação e construção tinham o objetivo de manter os imigrantes concentrados, para que dali fossem remanejados para as fazendas, principalmente as de café na então Província do Rio de Janeiro, onde, desde a Lei Áurea – lei de libertação dos escravos, a necessidade da mão-de-obra era grande.
Ao desembarcar, os passageiros eram instalados nas diversas acomodações existentes, onde recebiam assistência médica, faziam suas refeições, tomavam banho, alojavam-se, e ali permaneciam por alguns dias, até que pudessem tomar o rumo do novo trabalho e da nova vida. Contratadores vinham à Hospedaria e forneciam meios para a locomoção das  pessoas, muitas vezes famílias inteiras. Estes intermediadores eram chamados de “gatos”.
Mas muitos imigrantes vinham com a ideia de atuar no comércio ou em outras profissões das cidades grandes, e recusavam os contratos para trabalhar como simples lavradores nas fazendas. Assim, ao desembarcar, preferiam desertar da Hospedaria e  instalar-se nas cidades próximas, como  Rio de Janeiro, Niterói, por exemplo, porque eram lugares maiores e que atendiam às suas ambições de “fazer a América”, como sonhavam.
O primeiro livro de registros de entrada de imigrantes na Hospedaria da Ilha das Flores tem início apenas em 1877, e a série vai até 1913. Eram livros grandes manuscritos, e neles havia colunas para número de ordem, porto de embarque no país de origem ou de trânsito, nome, idade, sexo, parentesco dentro do grupo familiar, nacionalidade, profissão e destino.
Com um movimento de desembarque intenso, navios que traziam, às vezes, mais de mil imigrantes cada, gente que tinha viajado por meses, muitos deles doentes, muitas crianças - o funcionário encarregado de tais anotações não primava por observações precisas. Certamente não imaginava que aqueles livros seriam, um dia, uma das maiores fontes de pesquisas de que o genealogista de hoje dispõe para encontrar seus antepassados e suas origens.
Também é preciso lembrar que os imigrantes eram, em sua esmagadora maioria, pessoas com baixo grau de instrução formal, a maioria composta de analfabetos, além também da grande diversidade de idiomas e de escrita, o que fazia com que nomes fossem anotados da maneira com que se ouvia, e o passageiro, sem conhecimento, não os corrigia.

## Pesquisas em microfilme
Os documentos da Hospedaria encontram-se microfilmados no Arquivo Nacional, no Rio de Janeiro, onde podem ser consultados. Além disso, quem reside fora do Rio de Janeiro pode solicitar cópias de documentos pelo Atendimento à Distância, mas neste caso são necessários dados mais precisos que possibilitem sua localização: nome da embarcação, data de chegada etc.
Além desta, existe outra forma de pesquisa dos documentos da Hospedaria dos Imigrantes na Ilha das Flores. A Igreja de Jesus Cristo dos Santos dos Últimos Dias (SUD), conhecida popularmente como Igreja Mórmon ou dos Mórmons, também microfilmou esses papéis. Assim, quem tem dificuldades de comparecer ao Arquivo Nacional, pode ir a um Centro de História da Família (CHF) e pedir para consultar o microfilme que seja de seu interesse. Os CHFs são equipados com máquinas leitoras de microfilmes e a pesquisa cabe ao interessado, é ele quem deverá examinar  o material e buscar o que deseja.

## Estatísticas
A hospedaria funcionou entre 1877 (ou 1883) a 1966 e os registros vão de 1877 a 1913. No período da Grande Imigração (1870–1920), o Brasil se tornou o quarto destino mais procurado pelos imigrantes e segundo algumas algumas estatísticas, em alguns anos recebeu 70 mil imigrantes e no total mais de 300 mil imigrantes estiveram ao longo dos anos na hospedaria.
Número de imigrantes que passaram pela hospedaria.
- 1883: 7 400
- 1885: 10 600
- 1886: 18 800
- 1888: 33 400
- 1890: 66 500

]